# Dlouhokrčka australská
Dlouhokrčka australská (Chelodina longicollis), zvaná též želva hadí , je australská skrytohlavá želva z čeledi matamatovitých.

## Výskyt
Vyskytuje se v jižní Austrálii západně od Adelaide a ve východní Austrálii ve Victorii, Novém jižním Walesu a na sever k řece Fitzroy Dává přednost pomalu tekoucím vodám mokřadů a bažin, najdeme ji ale i v řekách a potocích. Dlouhokrčka australská není uvedena na červeném seznamu IUCN a je rozšířená a hojná v celé oblasti jejího geografického výskytu. Největšími potenciálními hrozbami je změna stanovišť a globální oteplování a predace invazivními liškami (více viz Predace).

## Popis
Délka se může pohybovat mezi 20 až 35 cm, hmotnost v rozmezí 444 až 816 g (průměrně 602 g). Samice bývají o něco větší než samci, mají však kratší ocas. Široký zploštělý krunýř je většinou černý, někteří jedinci ho však mají hnědý. Má velmi dlouhý krk, svrchu šedý, zespodu bílý, který může být i delší než krunýř, díky čemuž může „šnorchlovat“ ze dna s nosem vystrčeným nad hladinu nebo provádět rychlé výpady na kořist. Na pětiprstých končetinách má plovací blány.

## Chování
Dlouhokrčka australská je masožravá. Vyhledává tak stravu výhradně živočišnou, přičemž primární potravou jsou vodní bezobratlí. V jejím jídelníčku lze nalézt hmyz, červy, pulce, žáby, malé rybky, korýše a měkkýše. Je to čilý plavec a schopný lovec především malých ryb. Kořisti se zmocňuje výpadem hlavy, podobně jako had, proto je možnou alternativou české vědecké jméno želva hadí.
Většinu času tráví ve vodě, jen občas se vyhřívá na slunci. Během období sucha se přesouvá z bažin do větších vodních zdrojů, například jezer, nebo se zahrabává do bahna a odpočívá. V tuto dobu jsou želvy snadnou kořistí pro predátory.

## Predace
Mezi její přirozené nepřátele patří lišky, myši bobří, varani, krkavci australští, orli bělobřiší, a psi dingo. Pokud se cítí ohrožena, vypouští z pižmových žláz zapáchající tekutinu.

## Reprodukce
Dlouhokrčky se obvykle páří jednou ročně. Samci jsou během období páření aktivnější a urazí velké vzdálenosti. Partnerky se snaží přilákat pohupováním hlavou. Ke kopulaci může dojít ve vodě.
Samice kladou asi 8 až 24 tvrdých vajec, přibližně 20 mm širokých a 30 mm dlouhých o váze 6–7 g, do vyhrabané jámy poblíž vody. Inkubace trvá 120 až 150 dní. Spousta mladých želv se stává kořistí dravců, hlavně ryb a ptáků. Samci dosahují pohlavní dospělosti ve věku 7 až 8 let, samice ve věku 10 až 12 let. Dožít se mohou 31–37 let (v přírodě i v zajetí).